# Nottingham Rugby Football Club
Il Nottingham Rugby Football Club è un club britannico di rugby a 15 di Nottingham, affiliato alla federazione inglese.
Fondato nel 1877, disputa dal 2006 le sue gare interne al Meadow Lane, lo stesso stadio del club calcistico del Notts County e milita in Championship, la seconda divisione inglese.
Il club conobbe il suo momento migliore a cavallo tra gli anni ottanta e novanta del XX secolo, con la presenza in English Premiership, la prima divisione nazionale; retrocessi nel 1992 in seconda divisione, da allora la squadra ha navigato nelle serie minori fino a risalire in Championship nel 2006, nell'ultima stagione disputata al vecchio stadio di Ireland Avenue prima di trasferirsi a Meadows Lane.
Negli anni di militanza in prima divisione il club vide la presenza di importanti giocatori internazionali, tra cui spiccano Rob Andrew e Gary Rees, entrambi rappresentanti l'Inghilterra alla Coppa del Mondo.

## Giocatori di rilievo
- Ali Williams
- Rob Andrew
- Chris Gray
- Brian Moore
- Gary Rees